# 气候大罢课
气候大罢课（瑞典語：Skolstrejk för klimatet），亦称週五為未來而戰（英語：Fridays for Future）、青年为气候（Youth for Climate）、气候罢课（Climate Strike/Climatestrike）或青年为气候罢课（Youth Strike for Climate），是在全球范围内举行的罢课行动，目的是要求政界和经济界领导者采取措施缓解气候变化，从使用化石燃料过渡至可再生能源。活动主要在星期五举行，部分国家也有大学生参与。部分地区的活动也属于国际气候争议运动。参与活动的人士大多来自民主国家，组织者多出自草根阶层。
自从瑞典学生格蕾塔·通贝里2018年8月在瑞典议会外举行示威活动以来，活动开始为人熟知。首场全球性的罢课于2019年3月15日举行，来自125个国家的100万名罢课学生共举行了2200场罢课活动。2019年5月24日，第二场全球性罢课举行，得到150个国家的数千名抗议者参与，组织1600多场活动，而时间恰逢2019年欧洲议会选举。
2019年全球未来周于9月20日和27日连续两个星期五在150多个国家举行，共有4500场罢课举行。其中9月20日的活动是有史以来规模最大的气候罢课活动，吸引约400万抗议者参与，参与者多为学生，德国的参与人数最多，达140万。9月27日，全球大约200万人士参与示威，其中意大利有100多万，加拿大有数千名。

## 2015年：早期罢课
2006年11月，澳大利亚青年气候联盟（Australian Youth Climate Coalition）正式成立，开始组织有关气候变化的活动，吸引青年和学生参与。2010年，气候营在英国多家发动罢课，呼吁民众关注气候变化。2015年11月底，有独立学生团体邀请全球其他学生在巴黎2015年联合国气候变化大会首日罢课。11月30日，会议首日，全球共有100多个国家举行“气候大罢课”，约5万人参与。运动主要有三个诉求：全面使用可持续能源、保留化石燃料、协助环境难民。

## 2018年：格蕾塔·通贝里罢课

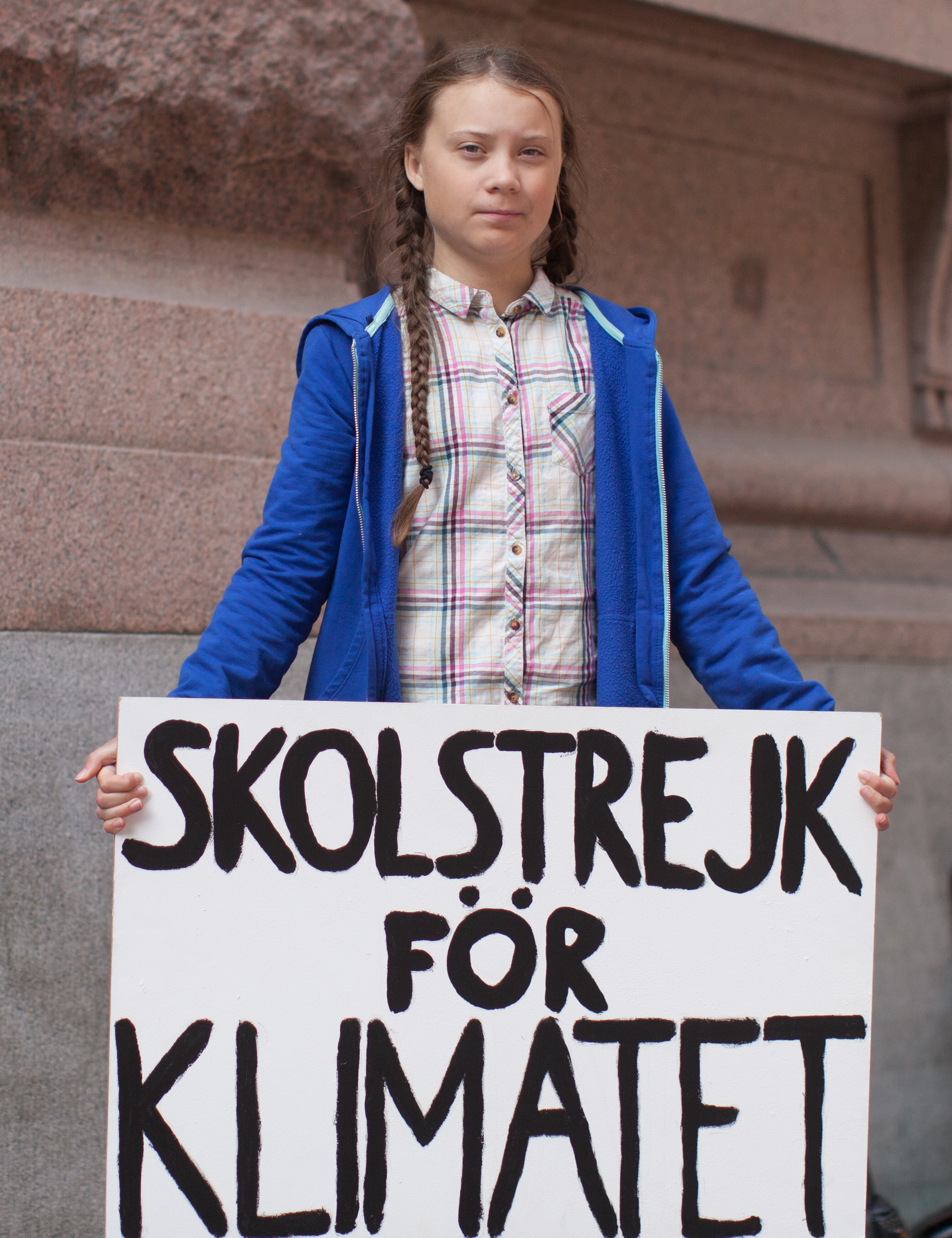
2018年8月，格蕾塔·通贝里在瑞典议会前

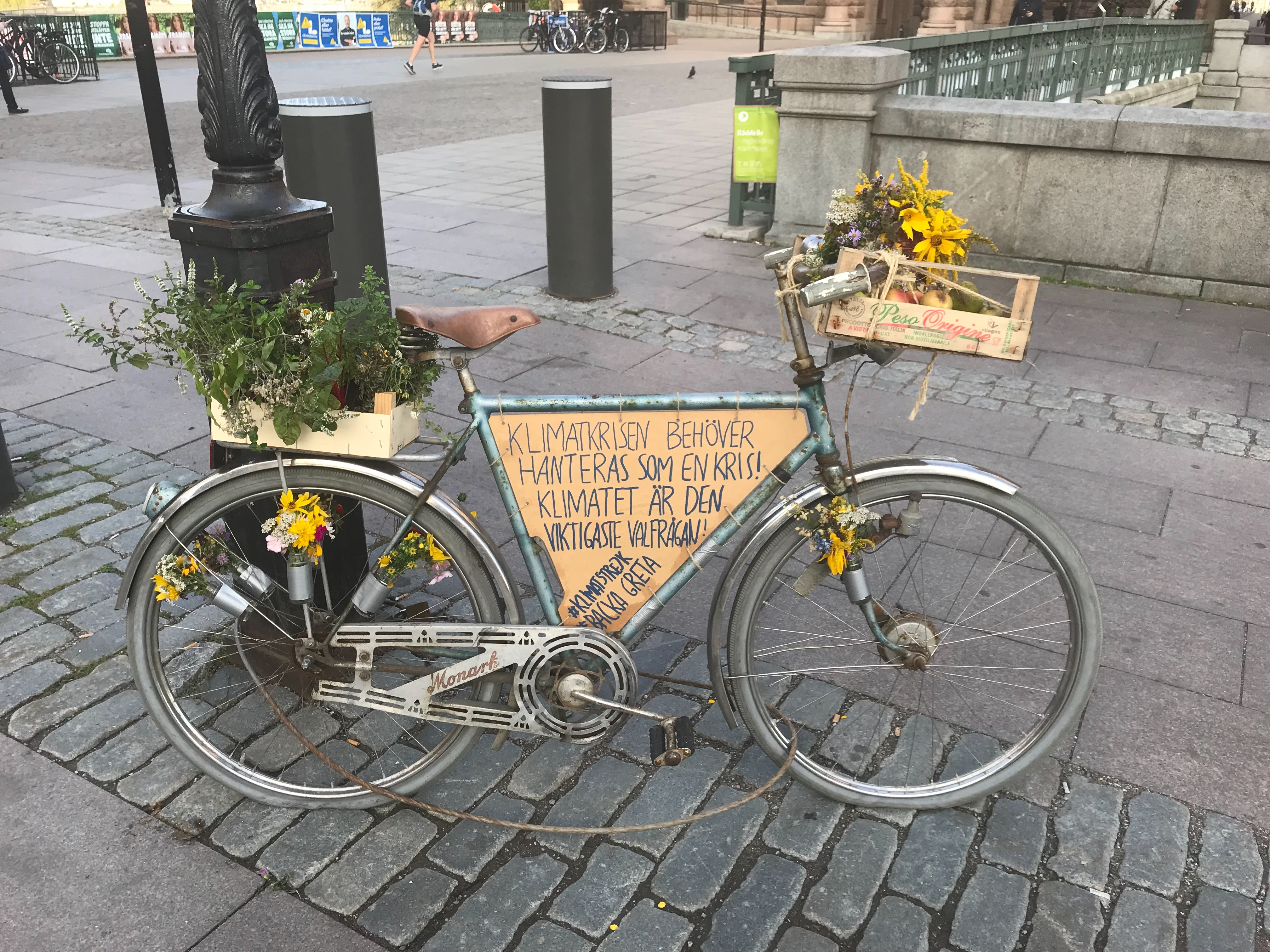
2018年9月11日，斯德哥尔摩抗议者的自行车，上面的标语写着：“必须将全球变暖当成危机！气候是最重要的选举议题！”

2018年8月20日，经历了热浪和大火、当时还是九年级学生的瑞典气候活动人士格蕾塔·通贝里决定罢课，直至2018年瑞典大选举行的9月9日，说自己是受到了美国佛罗里达州帕克兰玛乔丽·斯通曼·道格拉斯高中的学生组织生命大游行的启发。
通贝里每天上学时间都会到瑞典议会外静坐抗议，举着一张写着“气候大罢课”的标语。她的其中一个诉求是瑞典政府依照《巴黎协定》减少碳排放。9月7日，大选前夕，她宣布之后的每个星期五都会罢课，直到瑞典遵守《巴黎协定》。她创造了“週五為未來而戰”（FridaysForFuture）这一口号，受国际关注，激励全球的学生参与罢课。
之后，她展开为期两周的帆船航行，前往纽约，继续唤起大家共同应对气候危机。9月20日，她参与美国当地的罢课活动，9月23日在纽约的联合国气候变化大会上发言。

## 2019年：活动发展

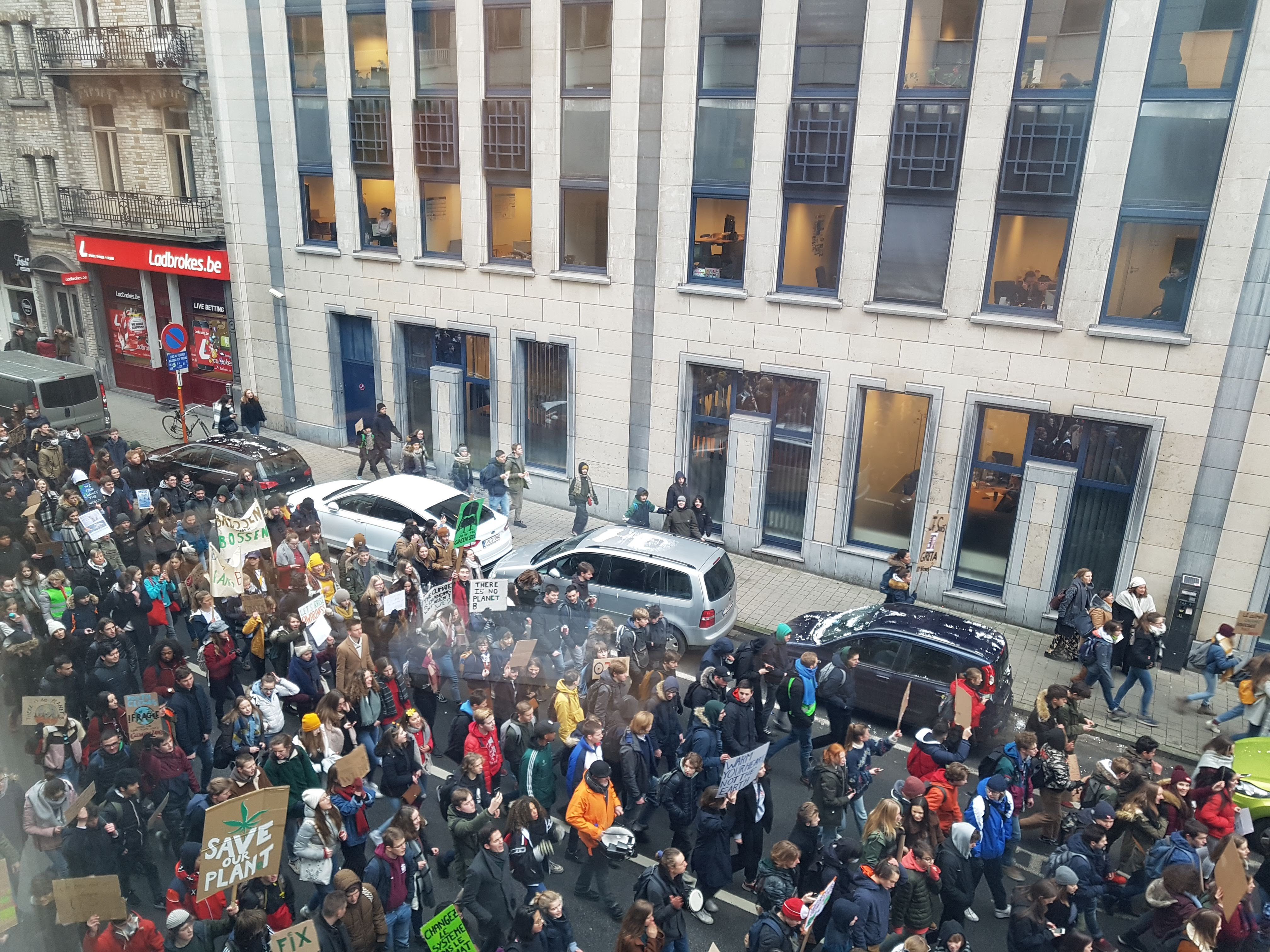
布鲁塞尔-首都大区，2019年1月24日

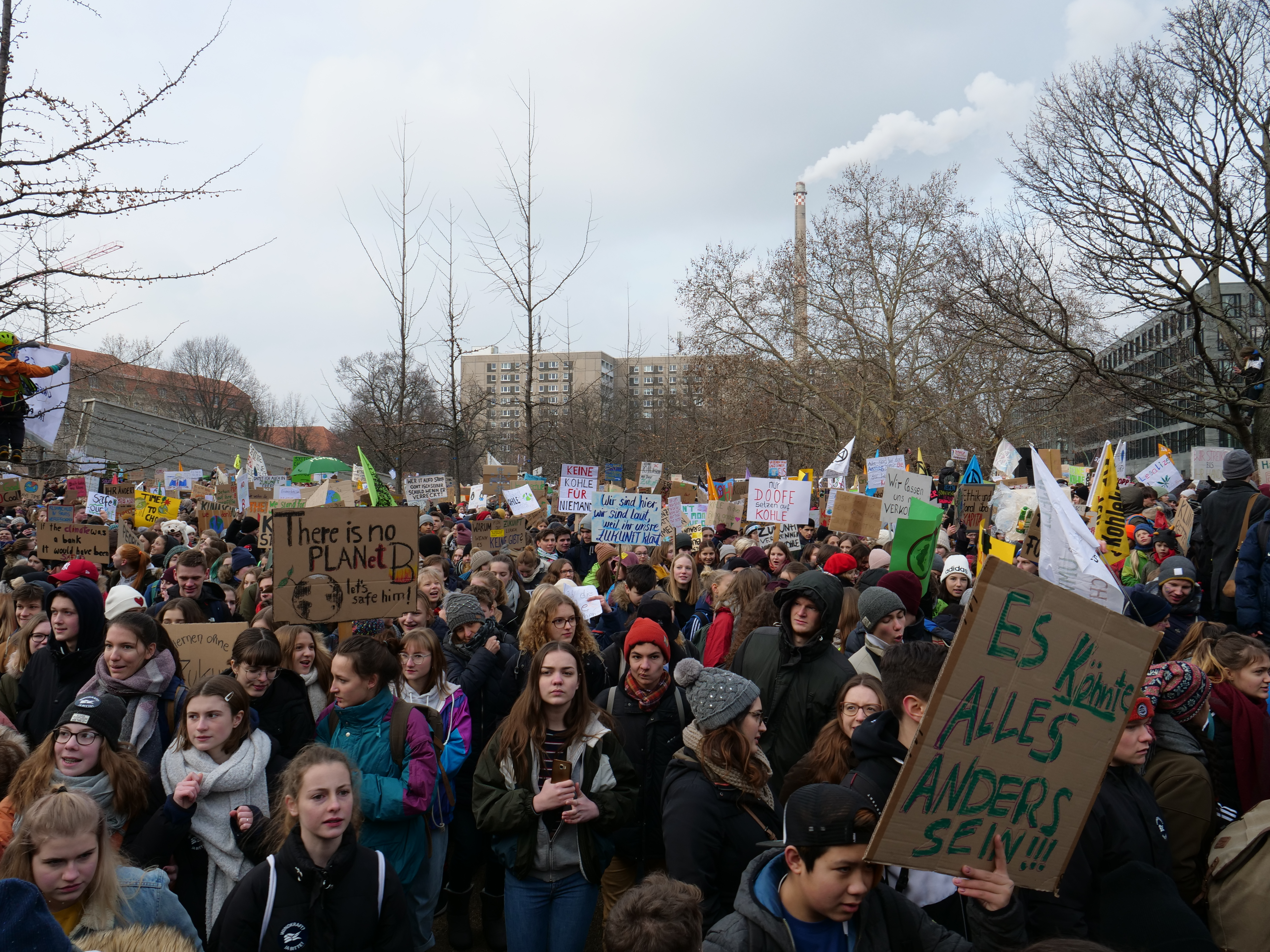
柏林，2019年1月24日

受格蕾塔的启发，世界各地的学生于2018年11月起开始组织罢课行动。澳大利亚的学生每逢周五就举行罢课，尽管总理斯科特·莫里森呼吁学生们“多在学校学习，少搞社运”。在波兰卡托维兹2018年联合国气候变化大会的带动下，12月份至少有270座城市爆发罢课活动，包括澳大利亚、奥地利、比利时、加拿大、荷兰、德国、芬兰、丹麦、日本、瑞士、英国和美国。
2019年，上述国家和柬埔寨、新西兰和乌干达等其他国家再度出现罢课。1月17日和1月18日，仅瑞士和德国就有4.5万名学生罢课，抗议政府应对全球变暖不力。德国和英国等国有学生要求修改法律，将投票年龄下调到16岁，方便他们从青年人的角度影响公共选举。

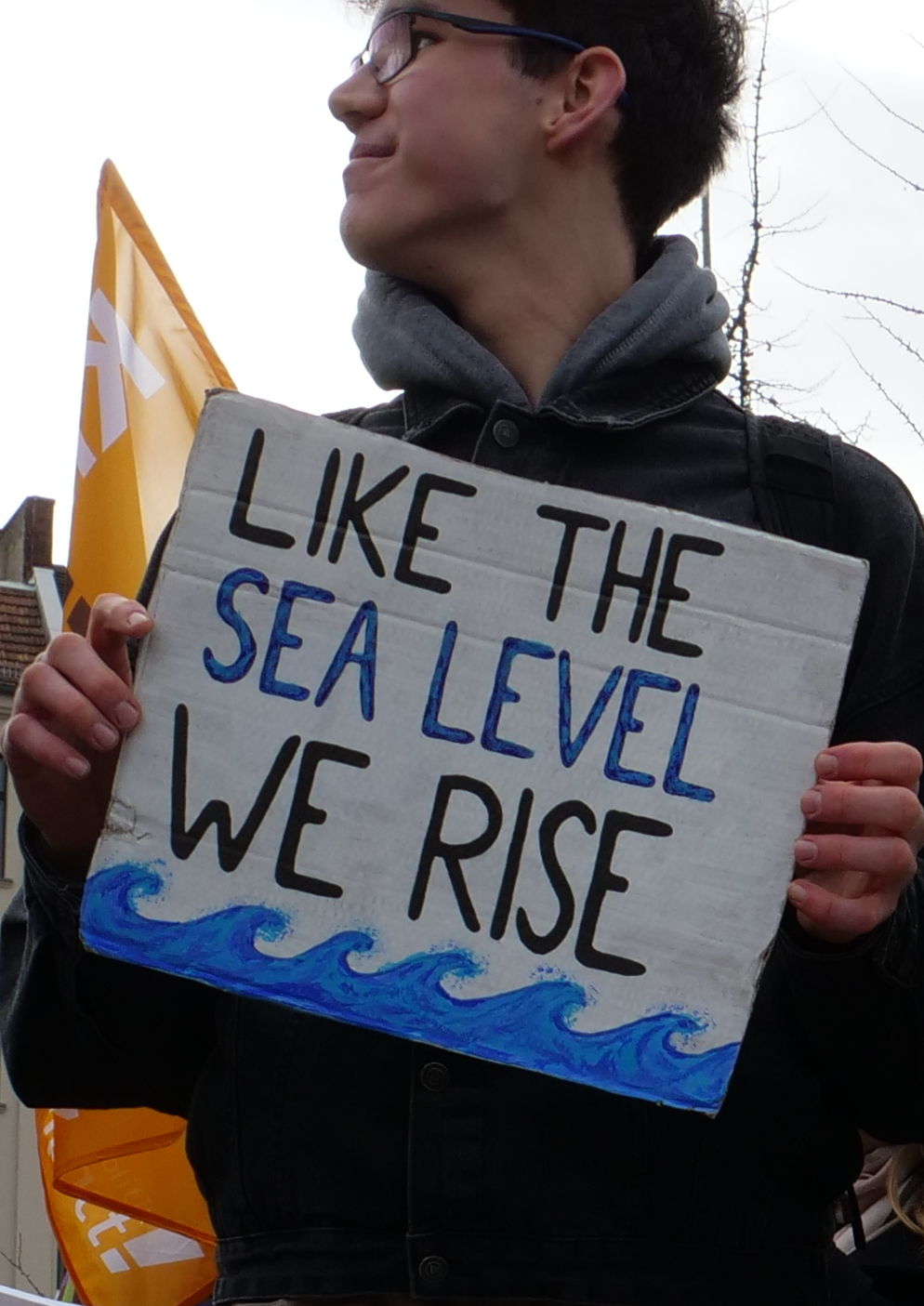
柏林Invalidenpark集会中的标语牌，2019年2月8日

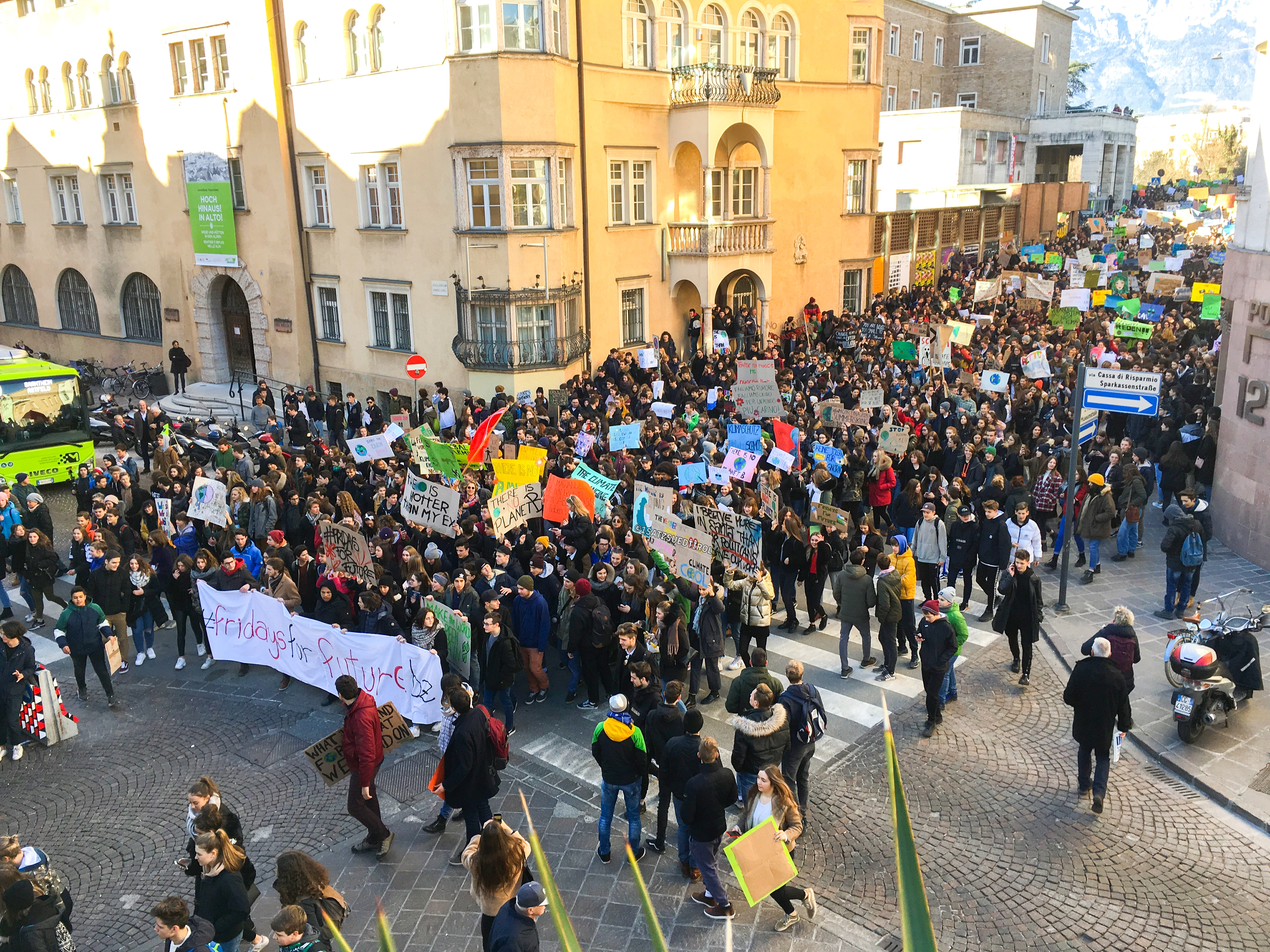
博尔扎诺，2019年2月15日

德国地方团体利用WhatsApp群聊进行匿名交流和结社，用传单和社交媒体传达他们的信息。2019年2月，相关的地区团体数量已达到155个。
美国的组织者利用Slack平台进行州层级的匿名交流，用传单和社交媒体传达他们的信息。到2019年2月，相关的地区团体数量已达到134个，包括日出运动、350.org、OneMillionOfUs（一百万个我们）、Earth Uprising（地球起义）、未来联盟、Earth Guardians（地球卫士）、Zero Hour（零时刻）和反抗灭绝。
比利时佛兰德大区环境部长乔克·绍夫列格于2019年2月5日引咎辞职。此前，他错误声称国家安全部门已掌握证据，证明比利时的罢课是“伪造的”。
2019年2月13日，英国224名学者仿照政治社会学运动反抗灭绝在2018年发出的公开信，联署“全力支持”出席气候罢课的学生。2月15日，英国各大城市爆发60场抗议活动，约1.5万名人参与。
波茨坦气候影响研究所气候科学家斯蒂芬·拉姆斯托夫同日在德国波茨坦的气候罢课活动中发言。2月21日，欧盟委员会主席让-克洛德·容克表示他打算斥资占欧盟预算四分之一的上万亿欧元应对缓解气候变化。他在通贝里旁的讲话中宣布这一决定，媒体称赞罢课运动从中推动。

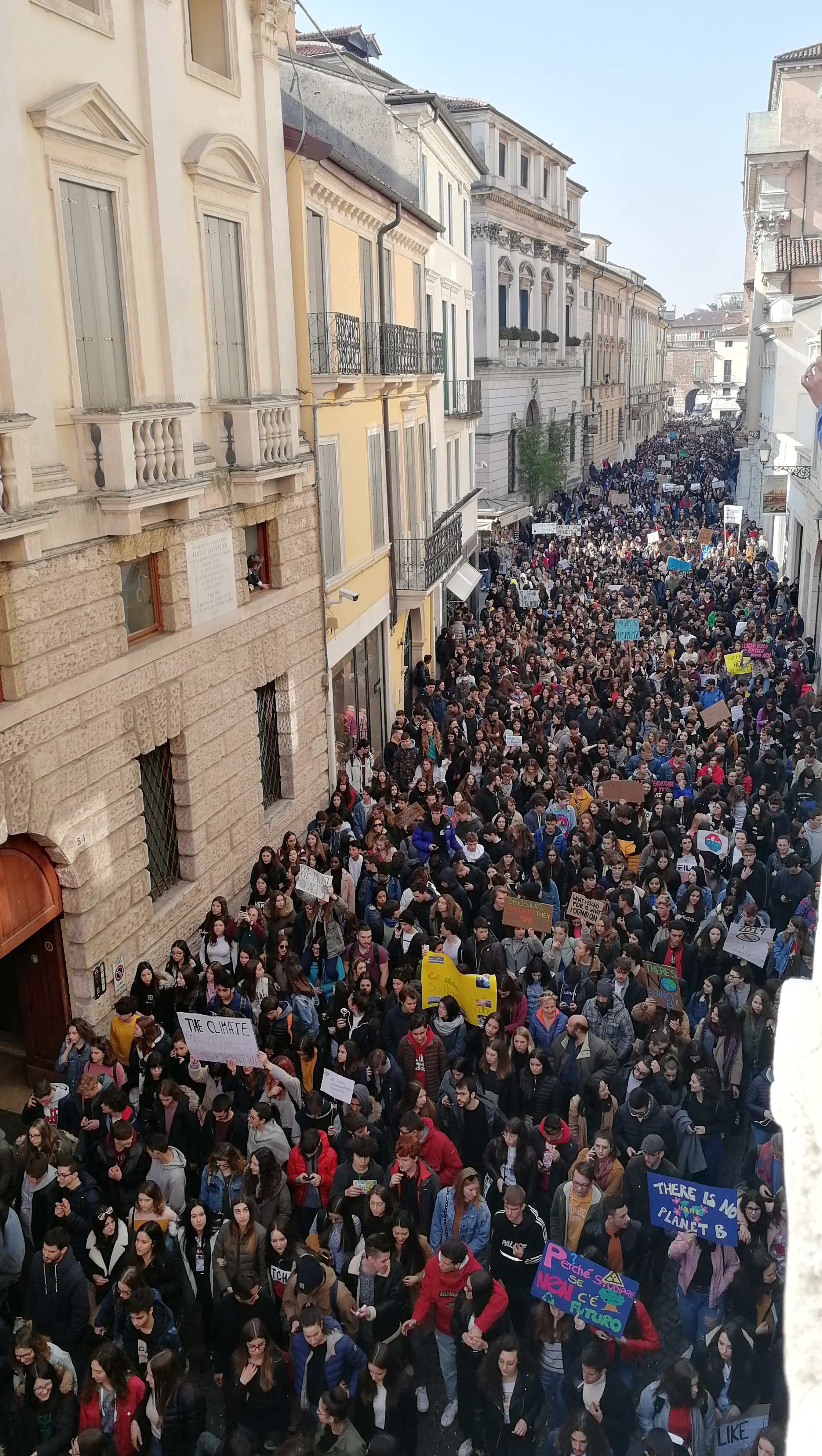
维琴察，2019年3月15日

3月5日，德国700名操德语的研究人员发表声明，支持学生罢课。其他学者获邀支持这项声明，使得声明已获得26800名科学家联署，联署人主要来自德国、奥地利和瑞士。
5月9日，锡比乌欧盟峰会上，全欧罢课运动的代表会见了欧洲多国领导人，向他们转交得到1.6万名罢课学生及支持者签署的公开信
。

### 3月15日：全球为未来气候罢课
3月15日，全球125个国家的2200个城市爆发罢课活动。
早在3月1日，通贝里等150名负责协同全球罢课活动的学生在《卫报》发表公开信。苏格兰格拉斯哥、爱丁堡、高登和法夫等地的市议会批准学生参与罢课。芬兰有学校受到家长寄来的同意书，其中图尔库的学校委员会宣称儿童有参与罢课的宪法权利。
3月15日，《卫报》发表特约社论《觉得我们应该呆在学校？今天的气候罢课是我们最重要的一堂课》，参与罢课的学生通贝里、安娜·泰勒、路易莎·纽鲍尔、凯拉·甘托瓦（Kyra Gantois）、阿努娜·代·韦佛、阿德莱德·沙利尔、霍莉·吉利布兰德（Holly Gillibrand）和亚丽桑卓拉·比利亚森诺重申了她们罢课原因。其中霍莉于2020年11月入选BBC广播四台女性时刻年度影响力人物榜单。
德国230多个城市有30万名学生罢课，其中仅柏林就有2.5万多名。意大利有20万名学生参与，其中米兰10万名。蒙特利尔有15万，斯德哥尔摩1.5万到2万，墨尔本3万，布鲁塞尔3万，慕尼黑8千。巴黎、伦敦、华盛顿、雷克雅未克、奥斯陆、赫尔辛基、哥本哈根和东京等城市也有活动。在南极洲，阿尔弗雷德·魏格纳研究所诺伊迈尔三号站至少有7名科学家集会支持。
新西兰基督城的罢课基于基督城清真寺槍擊案后的安全措施取消。

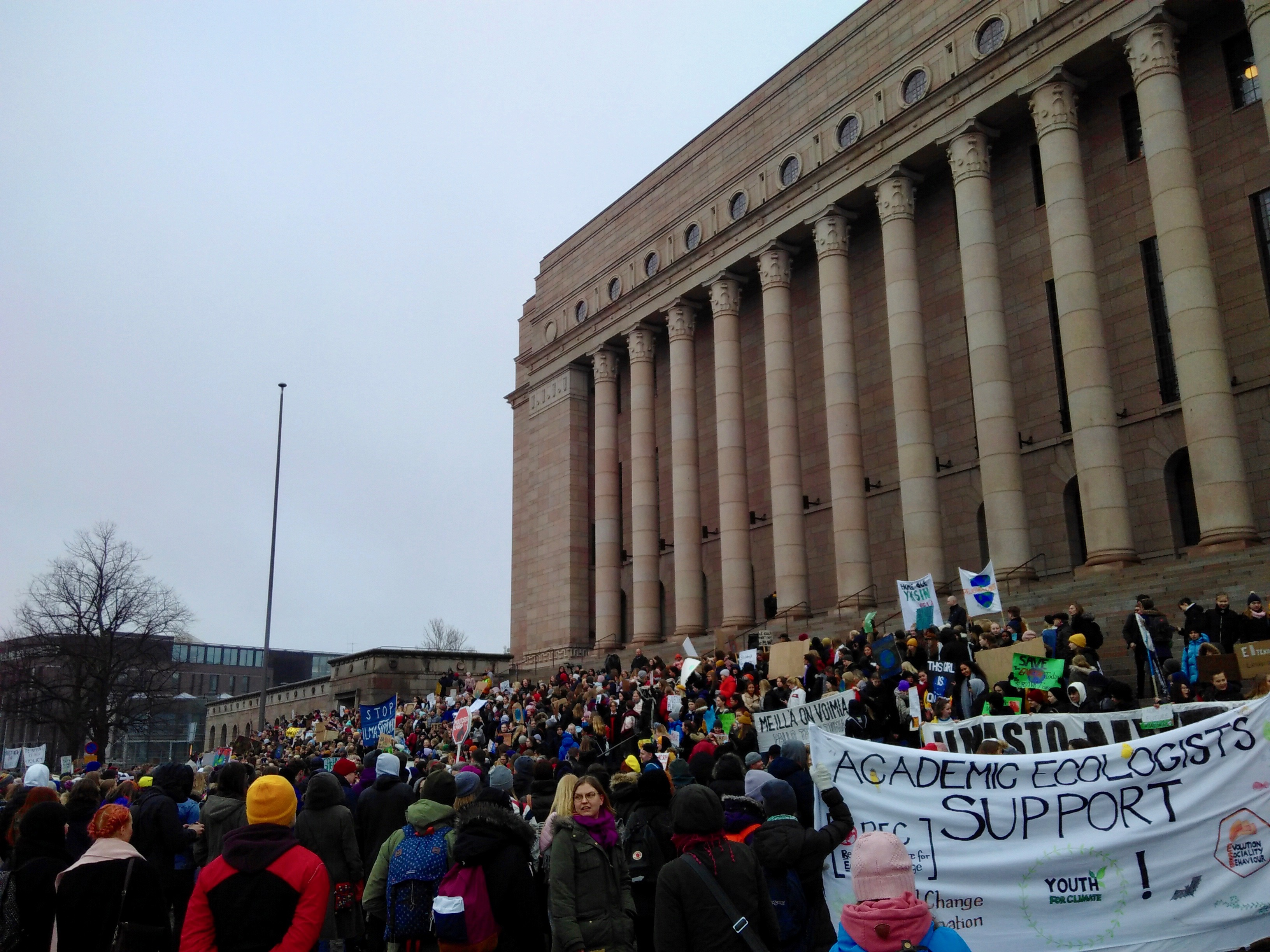
2019年3月15日，赫尔辛基芬兰议会大厦
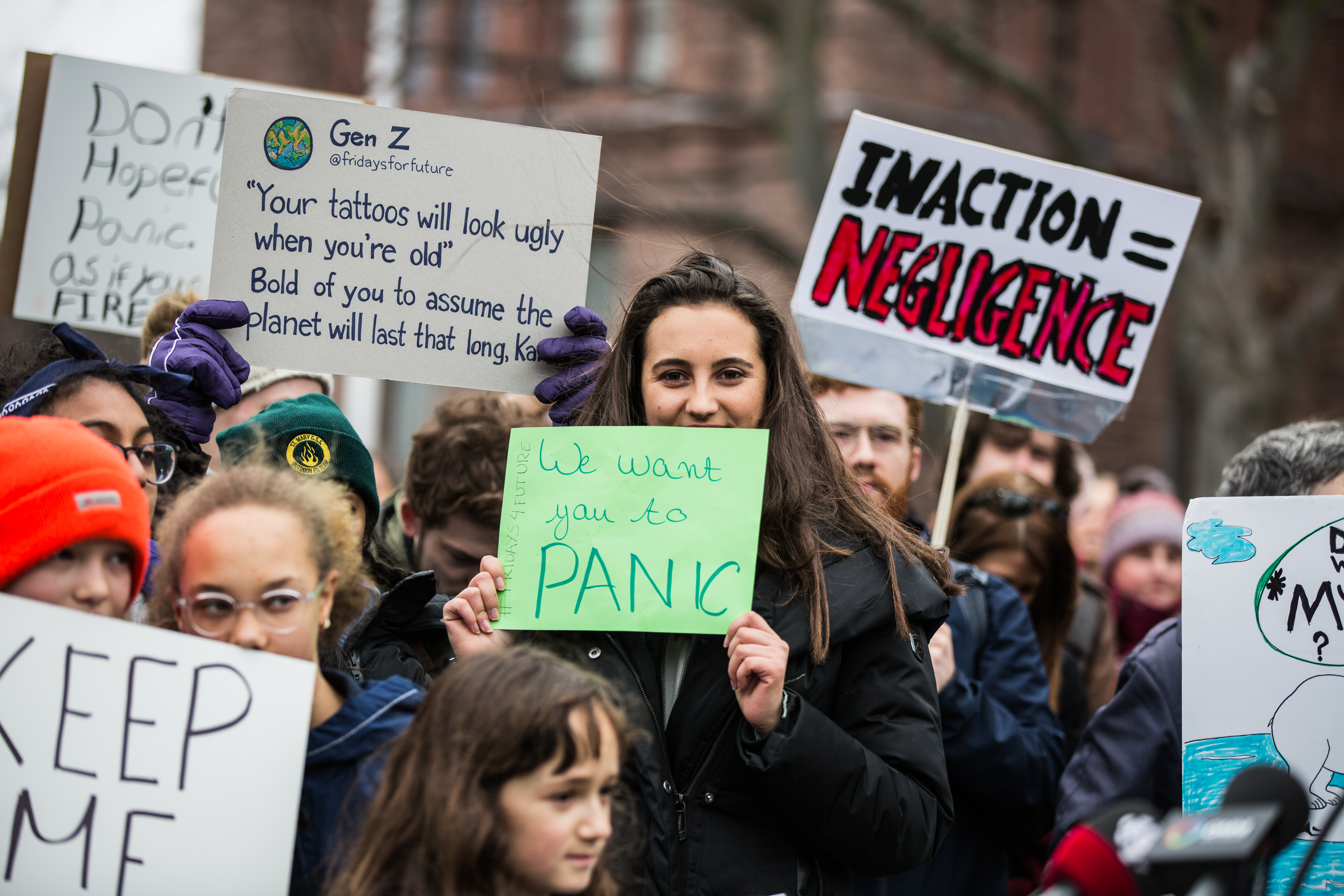
3月15日，多伦多
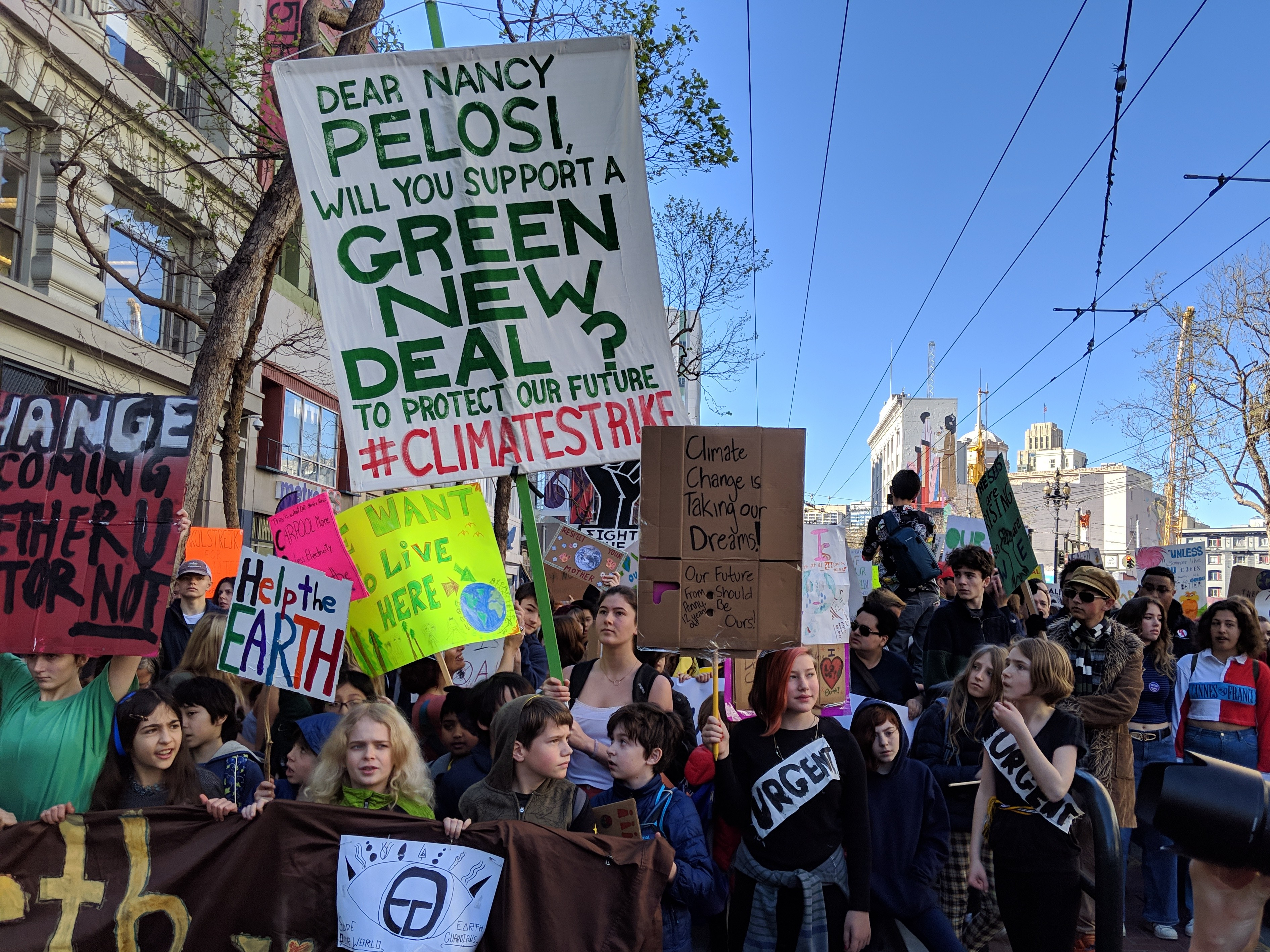
3月15日，旧金山
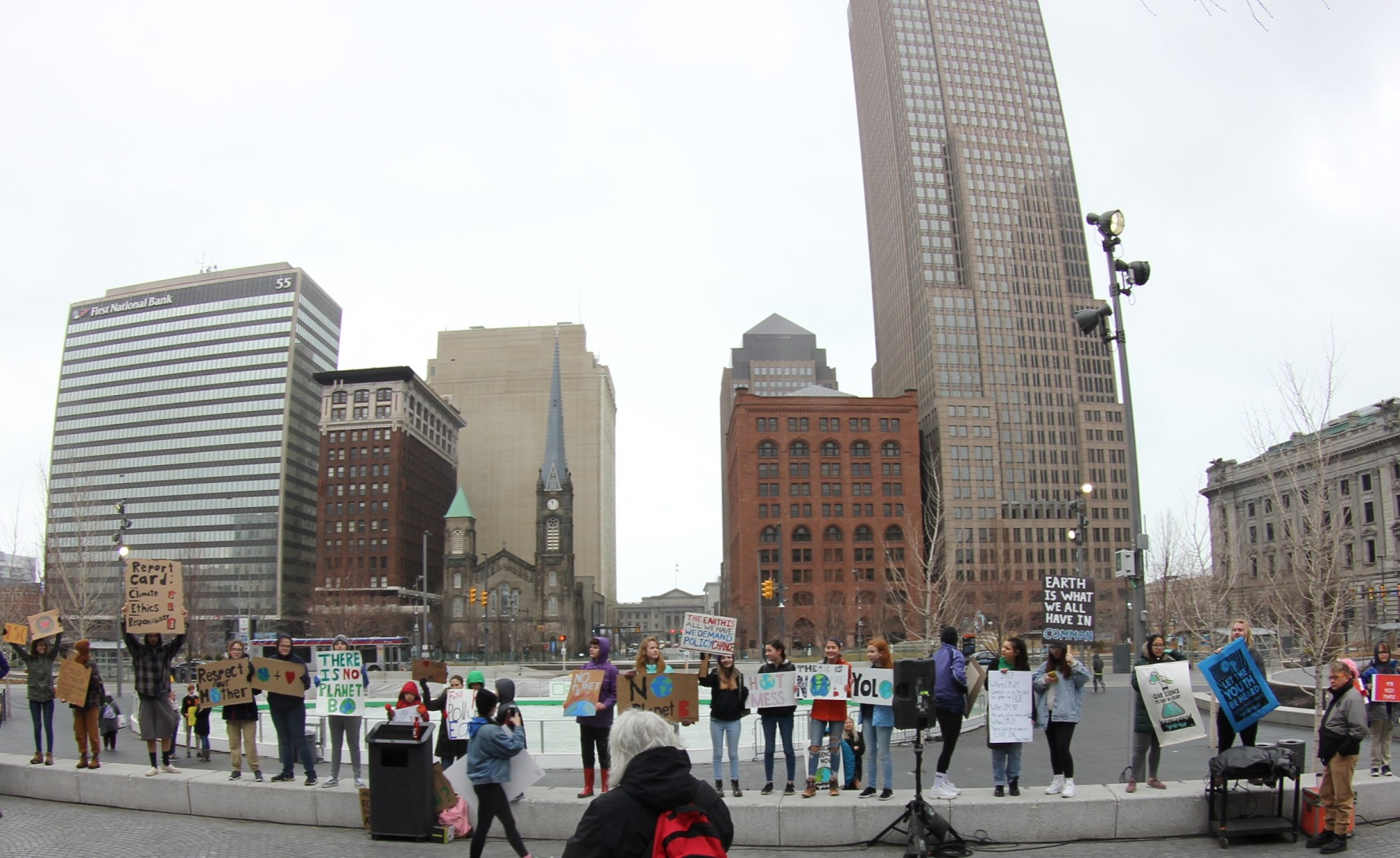
3月15日，克里夫兰
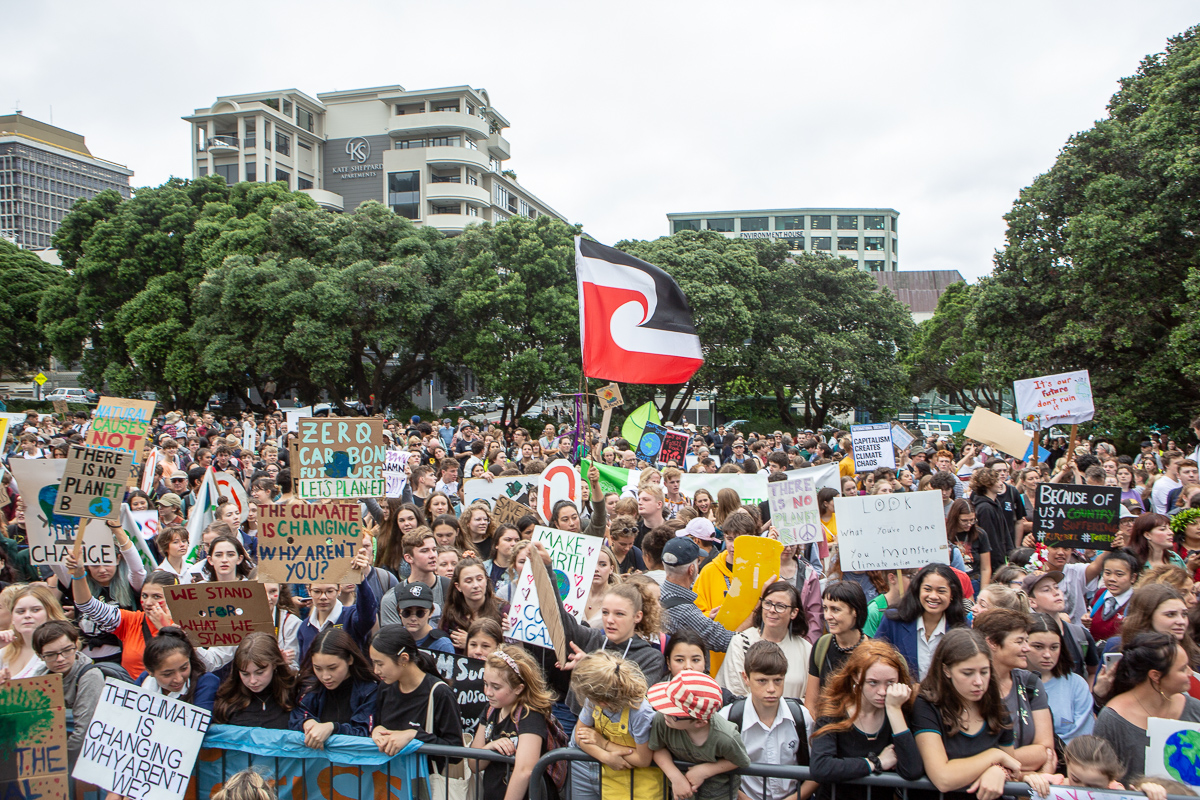
3月15日，惠灵顿
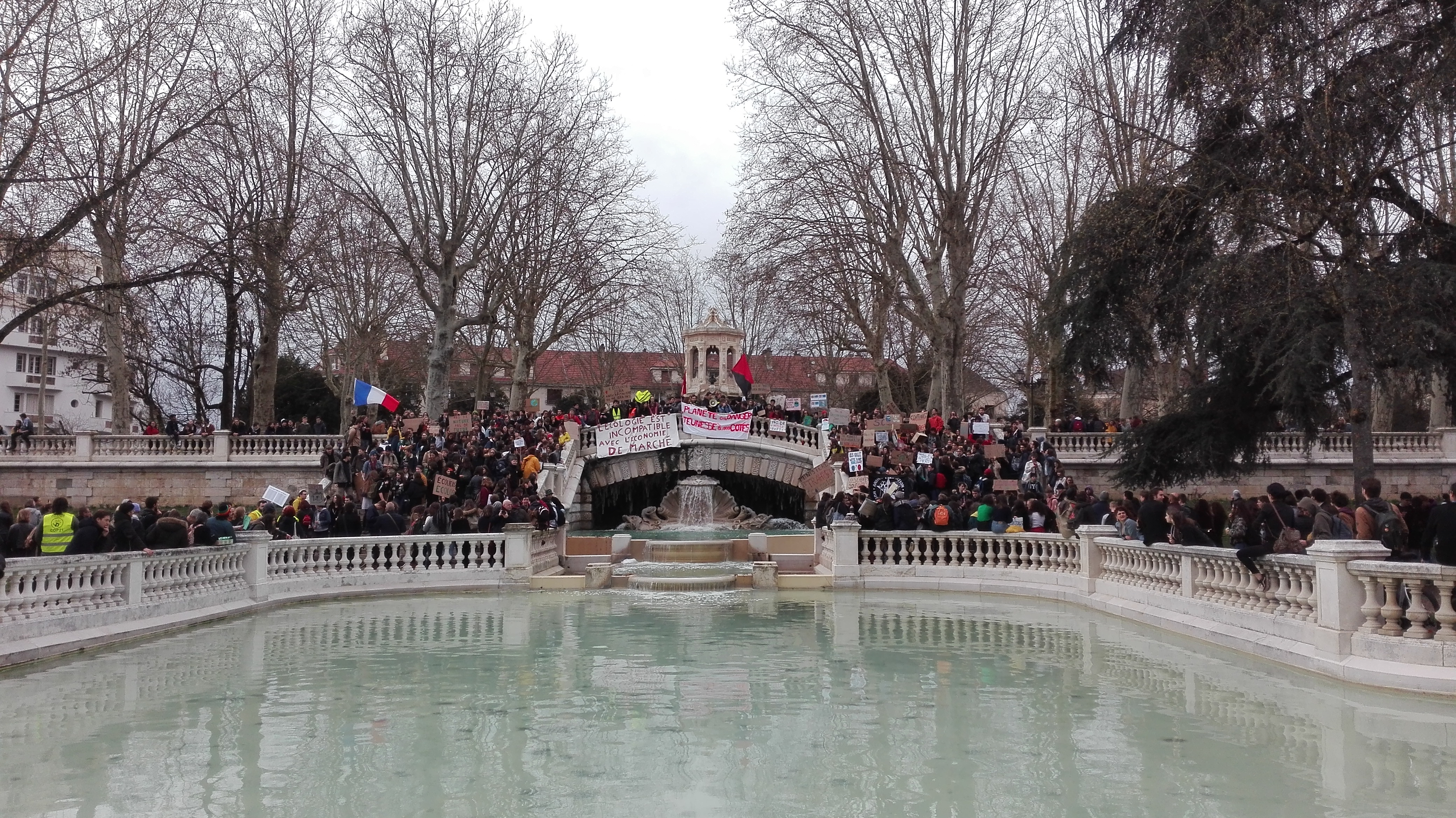
法国第戎达西公园楼梯上的演讲

### 5月24日：第二轮罢课

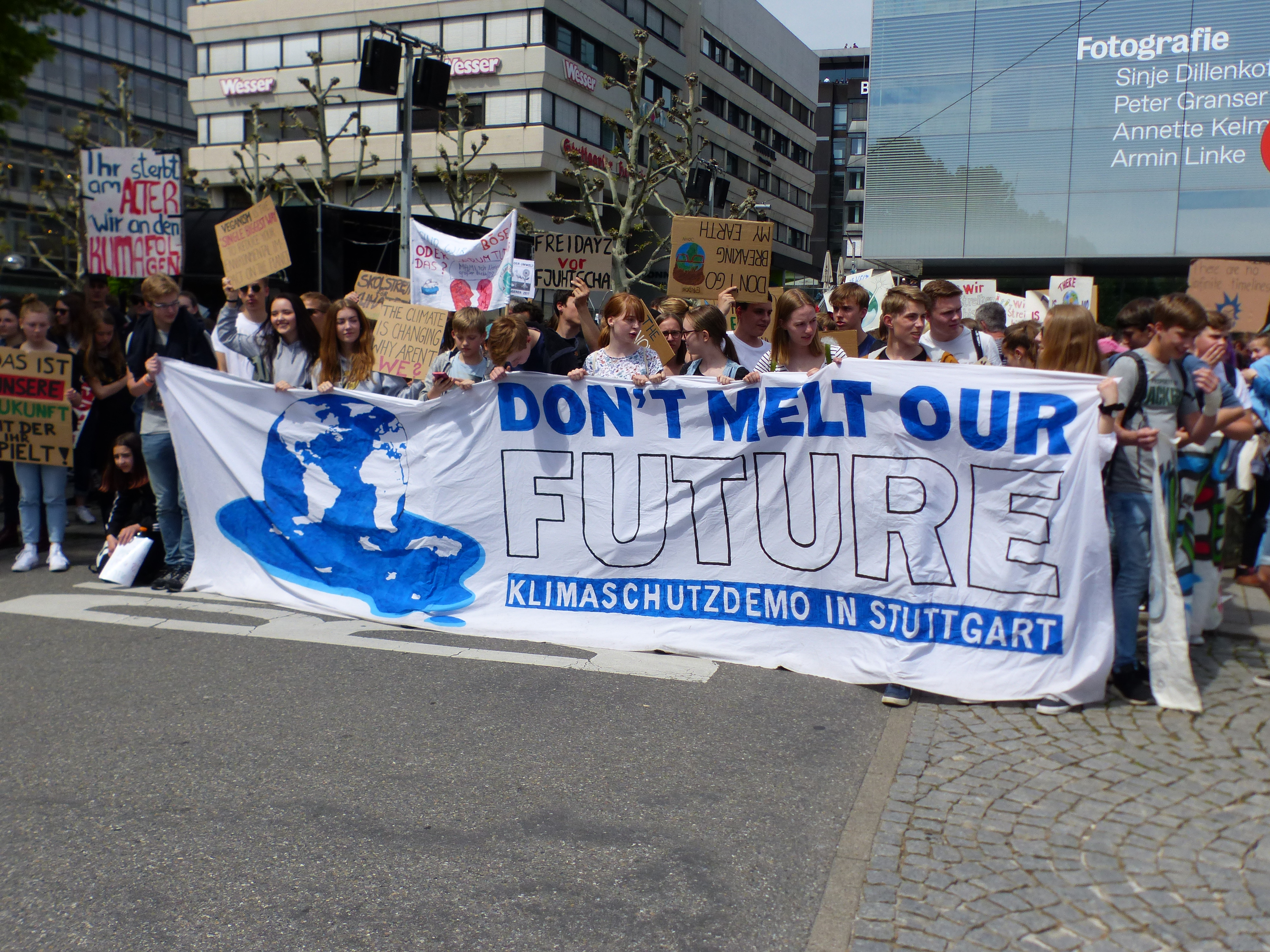
斯图加特，5月24日

第二轮全球罢课由2019年5月24日新西兰和澳大利亚的行动打响。至少125个国家1600个城镇的数千名学生参与活动。活动发起人通贝里介绍，为了施加压力，罢课时间定在2019年欧洲议会选举的第二天。民意调查显示，气候变化議題是选民关心的议题之一，最受德国选民关注。

### 5月26日：广西
在全球最大碳排放国—中国，一名16岁女孩孤身响应这场运动，独自手举标语在广西市政府前示威，敦促当局面对气候危机“请行动起来”，实施更多减少碳排的政策。她认为，「中国民众不了解状况，认为政府做得又多又好。重点是，我们不能针对（气候）问题发动抗议或采取行动，就算人们想要做出改变，他们也会认为倡议在中国无法成功，且要付出太高的代价（而却步）」她的行动也被通贝里在推特转发，认为她是“真正的英雄”，大家都会支持她。

### 6月21日：亚琛
2019年6月21日，“星期五为德国未来”大型气候罢课举行。17个国家的示威者受邀来到亚琛参与罢课，手持“气候正义无分边界——为未来团结”的标语。示威者在亚琛火车总站、亚琛西公园、亚琛工业大学、亚琛工业大学大礼堂和瓦爾斯等地集会，代表运动的不同团体.。在多个音乐团体的伴随下，示威者步行或骑自行车通过街道，前往蒂沃利的主舞台，堵塞大型交通基础设施数小时。部分示威者占领房屋、桥梁和几根电线杆集会。参与人数预计达1万到2万人。主办方表示最终人数为4人，是迄今为止德国单个城市规模最大的气候罢课。警方确认了最初的预测人数。
同时进行的此处无退路2019公民不服从运动，周末在附近的加兹韦勒露天褐煤矿举行。示威者堵塞了煤矿的多个基础设施。“星期五为德国未来”宣布与该运动结盟，认为在公民不服从的氛围下，抗议活动能够合法化，并以此于6月22日在毗邻的Hochneukirch/Jüchen街区组织另一场示威。示威活动将继续按照法律进行。
6月19日，活动开始，亚琛及德国其他城市宣布进入“气候紧急状态”。

### 8月5日至9日：洛桑
2019年8月5日至9日，洛桑大学邀请450名参与气候大罢课的人士参加“洛桑欧洲夏季为未来峰会”。会议以示威活动及《洛桑气候宣言》的发布结束。

### 9月20日至9月27日：全球气候行动周

2019年9月20日至27日各国抗议人数：
1,000,000+
100,000+
10,000+
1,000+
100+
规模较小，人数不明确

全球气候行动周于9月20日至9月27日举行，其中20日和27日两个星期五的活动为关键。活动适逢9月23日的2019年联合国气候行动峰会举行，全球150多个国家4500个城市举行了抗议活动。
9月20日抗议活动的组织者据称全球预计有400万人参与罢课，其中德国140万人，澳大利亚30万人。9月27日的抗议吸引全球200万人参与，其中意大利100万，加拿大数十万。

### 11月29日：四轮罢课
11月29日，2019年联合国气候变化大会举行还有三天，全球157个国家2400个城市举行抗议活动。预计人数达200万，其中德国63万。

## 近年的罷課

### 2020年9月25日：五轮罢课
2020年9月25日，第五轮罢课行动举行，全球1000多个城市响应。

### 2021年9月24日：全球氣候遊行
2021年9月24日，世界各地共有1400個地區舉行大大小小的罷工活動。這次的活動遍佈90個國家，主要位於歐洲和美洲。
德國因應即將來臨的2021年德國聯邦議院選舉，今年的抗議規模也更為盛大。其中，Greta Thunberg現身首都柏林，並要求德國各大政黨提出更具體、積極的氣候政策。

台灣也有參與這次的遊行活動。台灣青年氣候聯盟在立法院前進行抗議活動，以七大訴求，要求中央政府與各黨團提出更具體的氣候轉型政策。
一、完成溫管法修法，落實氣候政策主流化。
二、提出2050淨零排放路徑圖，並強化中長期減碳目標。
三、修訂具體可執行的碳定價法案，並積極協助產業與國際碳交易市場接軌。
四、重視調適政策，貫徹脆弱度和衝擊評估以及因地制宜的調適行動。
五、實現世代正義，完善氣候教育並提升兒童及青年的氣候行動力。
六、強化中小型企業能力建構，提升因應全球減碳及永續浪潮之適應力。

七、納入各領域脆弱族群共同商議氣候政策，落實公正轉型。
台灣青年氣候聯盟表示，這次的活動會遵照國家中央流行疫情指揮中心的防疫措施，並在現場實施人流管制，但「氣候變遷沒有疫苗」，他們希望能喚起青年與台灣人對於氣候轉型的重視。同時因應2021年全國性公民投票，他們期盼更多環保議題能在全國公投前被討論。

## 数字罢课
线上气候罢课运动“数字罢课”于2019年4月由美国两位亚裔美国人气候活动人士创立，为无法参与实体罢课运动的人士提供平台。2020年3月，2019冠状病毒病疫情爆发后，格蕾塔·通贝里鼓励大家改造家中举牌，将照片拍下并发到网上。由于2019冠状病毒病疫情封锁措施，民众无法举行大型集会，便改在该平台示威，使得平台积累了许多声量，获得绿色和平及国际特赦组织的关注。
自成立之日起，週五為未來而戰数字运动已经策划一连串的运动，唤起人们关注气候正义问题，包括教导气候变化的课程，保护受政治政策影响的原住民气候社运人士。

## 科学背景
多数科学家罕见认同二氧化碳及人类活动产出的其他气体排放量增加，导致温室效应加速。过去，火山及微生物排放的二氧化碳，能预防地球被冰封，但随着工业化进程的推进，大气中的二氧化碳含量逐步增加，进一步加深全球变化及气候变化的步伐。若要将二氧化碳引出大气层，需要从地质学层面入手（条件是海洋酸化饱和，一次吸收全部气体）——即利用风化作用，以及从碳酸钙及其他化学物生成的岩石，锁住碳，效果可长达数十万年；另一种方法是从植物层面入手，用植被吸收锁住气体，效果最佳时可达数世纪，除非植被腐烂或被烧。
掌权的化石能源公司及国际政府一直被外界认为是大规模排放温室气体的罪魁祸首，但却无意减少气体排放。2019年，1.2万名科学家发表联合声明，表示“年轻人的诉求得到了科学界的证明和支持”。

### 支持的科学家

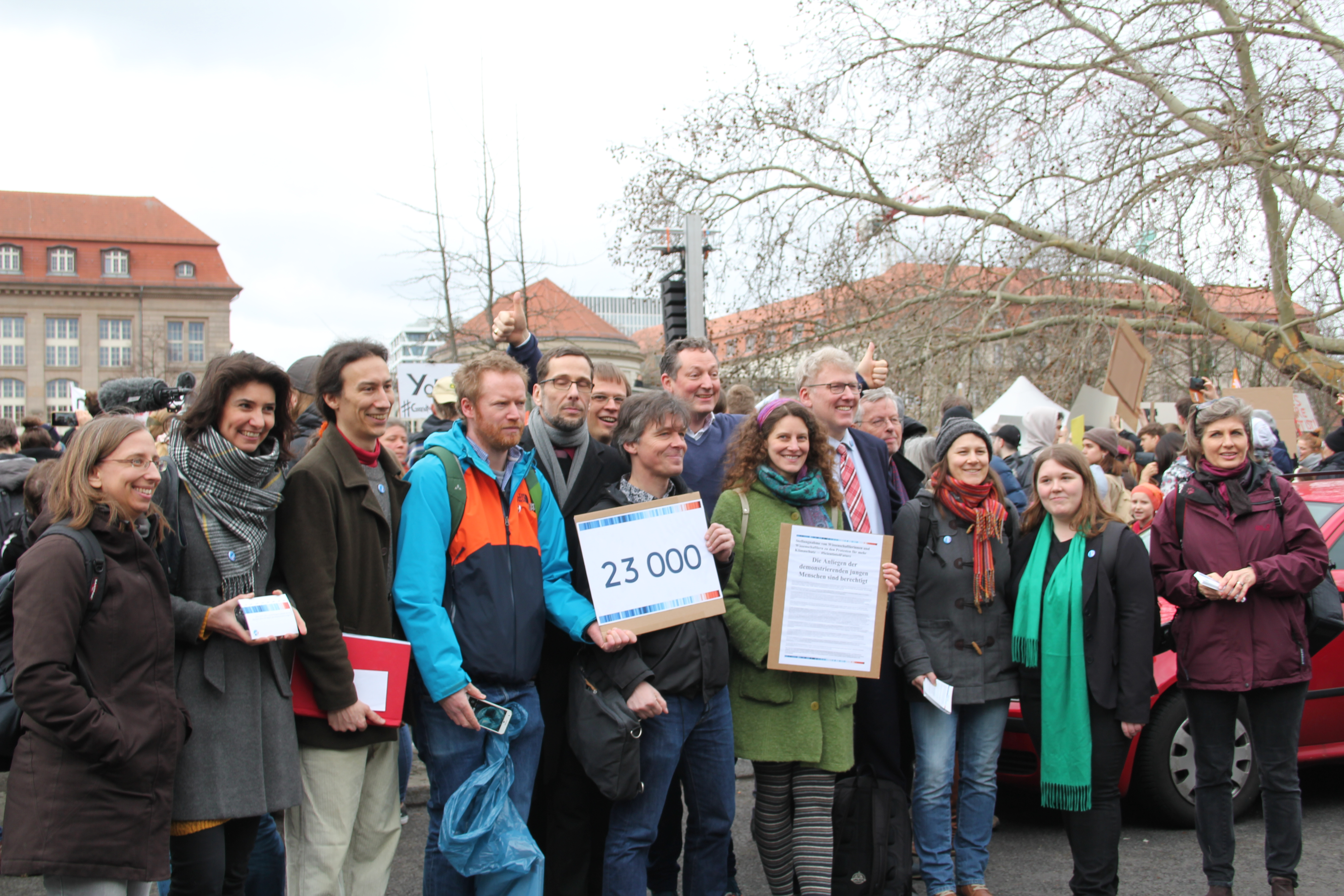
2019年3月15日，德国科学家在柏林米特德国联邦经济事务及能源部门前的荣军公园前参加气候游行。

2019年1月31日，3400名比利时科学家和学者发表联署公开信，支持罢课行动。信件表示：“依气候学的事实看来，活动家们是正确的，这也是为什么我们科学家会支持他们”。随后，340名荷兰科学家联署支持当地的罢课。2019年3月11日，1200名荷兰研究人员联署支持罢课。2019年3月，《自然》刊发文章，列出科学界其他人对气候罢课行动的支持，态度清一色支持，无批评之言。其中一条评论认为，“气候罢课的观点是革命性、前所未见的。我认为，这是非暴力公民抗命运动的正确形式”。
德国、奥地利和瑞士的科学家成立“科学家为未来”活动，用事实正确性，支持罢课行动的诉求。声明得到2.6万名德语系国家科学家及学者联署支持。
2019年3月14日，罗马俱乐部发表官方声明，支持通贝里和其他罢课学生，敦促各国政府回应行动诉求，减少气体排放。
2019年4月初，《科学》发表公开信《年轻示威者的担忧是合理的》（"Concerns of young protesters are justified"），全球3000名科学家参与联署。
2019年6月，教授、著名公共卫生人物及各国皇家学院前主席等各地1000名医护工作者呼吁民众开展大规模非暴力公民抗命运动，回应政府应对生态紧急状况不力。他们呼吁政界和新闻界采取行动，获罢课行动和“灭绝叛乱”支持。
2020年10月14日，FFF德国发表先签委托伍珀塔尔气候、环境、能源研究所所做的报告。报告利用深层的数据研究进行情景分析，阐明德国到2035年实现碳中和的可靠途径。

## 各方回应
当局成年人对罢课行动有赞有弹。据“父母为未来”组织在2019年欧洲议会选举前夕发表的报告，欧洲联盟泛欧政党欧罗巴伏特极力支持罢课行动，分享了2019年4月“週五為未來而戰”组织公布的全部诉求。
英国和澳大利亚的保守派政治人物称罢课是旷课行为，部分学生因参与示威或罢课行动遭到惩罚或被捕。英国首相特蕾莎·梅批评行动浪费教学资源和时间。英国反对党领袖、工党党魁傑瑞米·柯賓及自由民主党党魁温斯·凯博及其他党派领袖表达对运动的支持。英国能源部长克莱尔·佩里表示如果自己还年轻，会参加罢课行动。“世代变迁”（Generation Change）慈善基金会主任大卫·里德（David Reed）表示，“学校的领导似乎忘记了过去十年提升教育水平所要做出的努力。如果学生没有在气候变化等议题上投入精力，贡献一份力，那么优秀的教育该会是什么模样？”
澳大利亚总理斯科特·莫里森呼吁学生“多学习，少出来行动”。教育部长丹·特漢表示，如果学生们认为这个议题非常重要，应该在放学后或者周末行动。
新西兰政治人物、社区领袖和学校对行动的评价不一。部分校长将未经父母或学校批准参加罢课行动的学生列为旷课，一些家長視氣候大罷課為偷懶的行為。。朱迪思·科林斯等国会议员对罢课行动的影响不屑一顾，气候变化部长詹姆斯·邵支持行动，指示威人士若在周末抗议，几乎不会得到关注。
2019年3月15日，联合国秘书长安东尼奥·古特雷斯对罢课学生表示支持，认为“我这一代人没有正确回应气候变化带来的巨大挑战，对此年轻人感受最深，难怪他们觉得愤怒。”古特雷斯邀请各国领导人参加9月的联合国峰会，用“具体现实的计划，到2020年增强各国的决定性贡献”。
包括公众人物在内的许多家长支持孩子参加罢课行动。“我们孩子的气候”（Our Kids’ Climate）的发言人认为家长们在场能保障示威学生安全，建议展示能引起其他家长共鸣的标语，例如“我是关心这事的妈妈”。“空气清洁妈妈军”（Moms Clean Air Force）提议接触学校行政人员、为学生提供小吃、展示表达团结精神的标语。
“耆英气候行动”（The Elders Climate Action）设计了一款T恤衫，上面有老年人与儿童手牵手的图案，动员“祖父母，大姨和大舅叔保护我们的孙子辈”。
柯林斯英语词典将“气候罢课”（Climate strike）列为2019年年度词语之一 。词典编撰人表示，2019年该词的使用增加了一百倍，是列表上所有词中最多的一个。

## 审查

### 印度
2020年7月，印度政府封锁“週五為未來而戰”印度分部的网站。该团体正发起行动，反对印度政府提出的新《环境影响评估法案》（EIA Draft）。

## 奖项
2019年7月7日，週五為未來而戰和格蕾塔·通贝里获國際特赦組織良心大使奖。秘书长库米·奈杜写道：
世界各地的青年社运人士决心挑战我们所有人面对气候危机的现实，我们对此感到谦卑和鼓舞。参与週五為未來而戰行动的所有年轻人证明了出于良心作出行动，究竟有什么意义。他们提醒我们，我们比自己认为的还要强大。在气候灾难面前，我们都可以保护人权。